# Stine Brun Kjeldås
Stine Brun Kjeldås (ur. 23 kwietnia 1975 w Oslo) – norweska snowboardzistka, srebrna medalistka igrzysk olimpijskich i mistrzostw świata.

## Kariera
W zawodach Pucharu Świata zadebiutowała 16 lutego 1997 roku w Kanbayashi, wygrywając rywalizację w halfpipe’ie. Tym samym już w swoim debiucie nie tylko wywalczyła pierwsze pucharowe punkty, ale od razu zwyciężyła. W zawodach tych wyprzedziła Austriaczkę Nicolę Pederzolli i Tricię Byrnes z USA. Łącznie 10 razy stawała na podium zawodów PŚ, odnosząc przy tym jeszcze cztery zwycięstwa: 7 stycznia 1998 roku w Sankt Moritz, 18 listopada 2000 roku w Tignes, 10 grudnia 2000 roku w Whistler oraz 17 grudnia 2000 roku w Mont-Sainte-Anne triumfowała w halfpipe’ie. Najlepsze wyniki osiągnęła w sezonie 1997/1998, kiedy to zajęła 20. miejsce w klasyfikacji generalnej, a w klasyfikacji halfpipe’a była trzecia. Ponadto w sezonie 2000/2001 zajęła drugie miejsce w klasyfikacji halfpipe’a, ulegając tylko Niemce Sabine Wehr-Hasler.
W 1998 roku wystartowała na igrzyskach olimpijskich w Nagano, zdobywając srebrny medal. Rozdzieliła tam Niemkę Nicolę Thost i Shannon Dunn z USA. Na rozgrywanych cztery lata później igrzyskach w Salt Lake City była trzynasta w tej samej konkurencji. W międzyczasie zdobyła też srebrny medal podczas mistrzostw świata w Madonna di Campiglio w 2001 roku, plasując się między Francuzką Doriane Vidal i Sari Grönholm z Finlandii. Była też trzynasta na mistrzostwach świata w San Candido w 1997 roku.
W 2004 r. zakończyła karierę.
Jej partnerką jest była holenderska snowboardzistka, Cheryl Maas.

## Osiągnięcia

### Igrzyska olimpijskie
| Miejsce | Dzień     | Rok  | Miejscowość    | Konkurencja | Zwyciężczyni |
| ------- | --------- | ---- | -------------- | ----------- | ------------ |
| 2.      | 12 lutego | 1998 | Nagano         | Halfpipe    | Nicola Thost |
| 13.     | 10 lutego | 2002 | Salt Lake City | Halfpipe    | Kelly Clark  |

### Mistrzostwa świata
| Miejsce | Dzień       | Rok  | Miejscowość          | Konkurencja | Zwyciężczyni    |
| ------- | ----------- | ---- | -------------------- | ----------- | --------------- |
| 13.     | 24 stycznia | 1997 | San Candido          | Halfpipe    | Anita Schwaller |
| 2.      | 27 stycznia | 2001 | Madonna di Campiglio | Halfpipe    | Doriane Vidal   |

### Puchar Świata

#### Miejsca w klasyfikacji generalnej
- sezon 1996/1997: 48.
- sezon 1997/1998: 20.
- sezon 2000/2001: 23.
- sezon 2001/2002: -
- sezon 2003/2004: -

#### Miejsca na podium
1. Kanbayashi – 16 lutego 1997 (halfpipe) - 1. miejsce
2. Tignes – 16 listopada 1997 (halfpipe) - 3. miejsce
3. Whistler – 13 grudnia 1997 (halfpipe) - 3. miejsce
4. Sankt Moritz – 6 stycznia 1998 (halfpipe) - 2. miejsce
5. Sankt Moritz – 7 stycznia 1998 (halfpipe) - 1. miejsce
6. Tignes – 18 listopada 2000 (halfpipe) - 1. miejsce
7. Whistler – 10 grudnia 2000 (halfpipe) - 1. miejsce
8. Mont-Sainte-Anne – 17 grudnia 2000 (halfpipe) - 1. miejsce
9. Park City – 1 marca 2001 (halfpipe) - 2. miejsce
10. Tandådalen – 7 grudnia 2002 (halfpipe) - 2. miejsce

- W sumie 5 zwycięstw, 3 drugie i 2 trzecie miejsca.